# Ljusterö
Ljusterö est une île suédoise de la mer Baltique. C'est la plus grande des îles de l'archipel de Stockholm qui ne soit pas reliée à la terre ferme par un pont.

## Présentation
Ljusterö est dans la partie nord de l'archipel de Stockholm, dans la municipalité d'Österåker. 
Elle se trouve à environ 65 kilomètres au nord du centre-ville de Stockholm.
Avec une superficie de 62,05 km2, c'est la 17ème plus grande île du pays.
L'île est accessible depuis le continent par des traversiers réguliers depuis Östanå ainsi que par bateau depuis le centre de Stockholm.
Elle compte environ 1 500 résidents permanents et 25 000 à 30 000 résidents pendant la saison estivale en raison du grand nombre de résidences d'été.

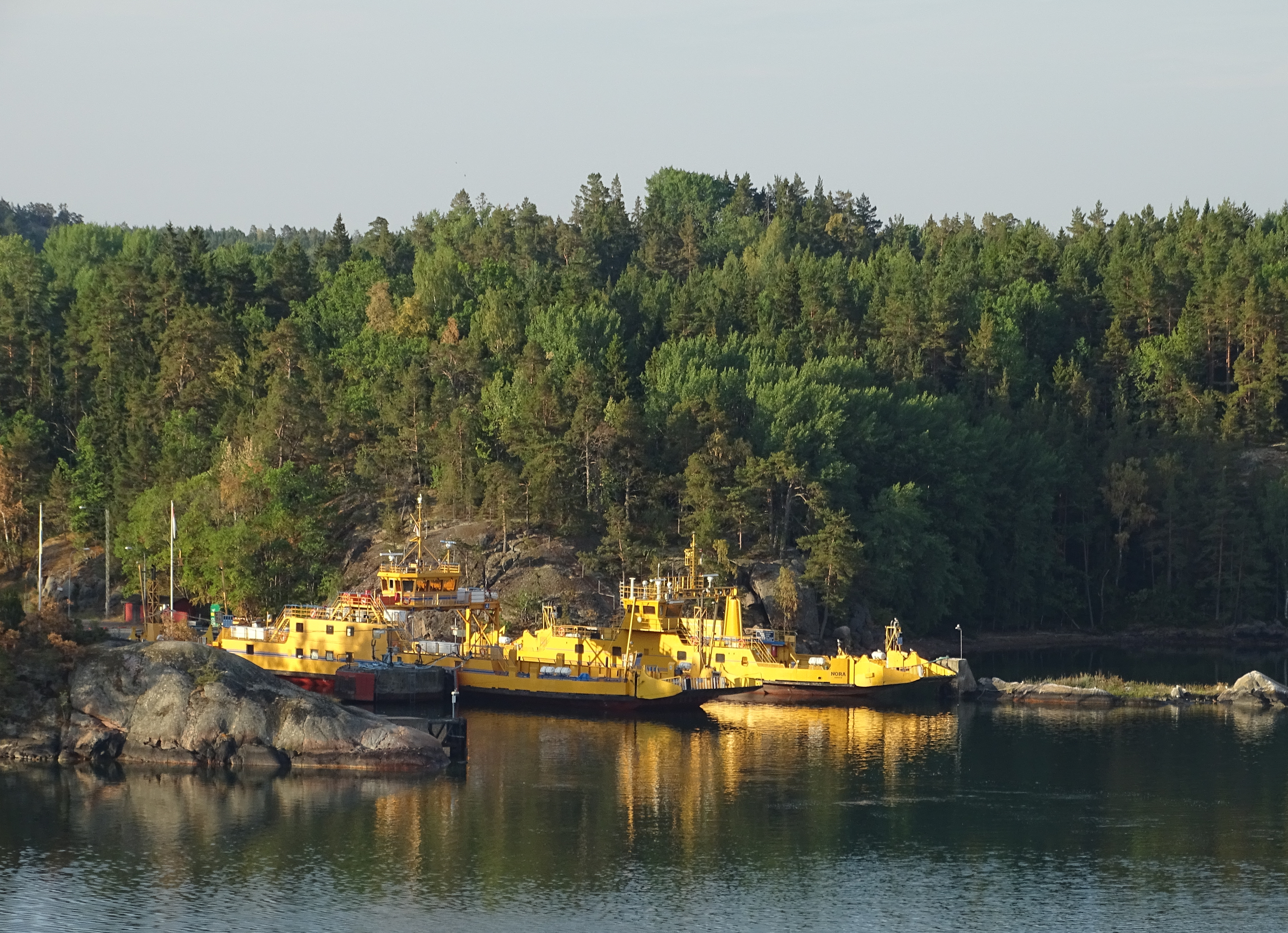
Ferry Ljusterö-Östanå